# Obština Vălči Dol
Obština Vălči Dol (bulharsky община Вълчи дол) je bulharská jednotka územní samosprávy ve Varenské oblasti. Leží ve východním Bulharsku na jihovýchodní straně vysočin Dolnodunajské nížiny. Sídlem obštiny je město Vălči Dol, kromě něj zahrnuje obština 21 vesnic. Žije zde přes 9 tisíc obyvatel.

## Sídla
| - Bojana - Brestak - Červenci - Dobrotič - Esenica - General Kiselovo - General Kolevo - Iskăr | - Izvornik - Kalojan - Karamanite - Krakra - Metličina - Michalič - Oborište - Radan Vojvoda | - Stefan Karadža - Strachil - Štipsko - Vălči Dol (sídlo správy) - Vojvodino - Zvănec |

## Sousední obštiny
| Růžice kompasu | Nikola Kozlevo | Dobrič-selska     |          | Růžice kompasu |
| Růžice kompasu | Novi Pazar     | Sever             | Aksakovo | Růžice kompasu |
| Růžice kompasu | Novi Pazar     | Obština Vălči Dol | Aksakovo | Růžice kompasu |
| Růžice kompasu | Novi Pazar     | Jih               | Aksakovo | Růžice kompasu |
| Růžice kompasu | Vetrino        |                   | Suvorovo | Růžice kompasu |

## Obyvatelstvo
K 15. březnu 2025 v obštině žilo 9 374 obyvatel a bylo zde trvale hlášeno 9 219 obyvatel. Podle sčítání 7. září 2021 bylo národnostní složení následující:
- Bulhaři: 4 627 (67.5 %)
- Turci: 1 438 (21.0 %)
- Romové: 666 (9.7 %)
- ostatní[p 4]: 119 (1.7 %)

V období 2011 až 2021 v obštině ubylo 1 189 obyvatel.